# Política sobre los gitanos en la Unión Europea

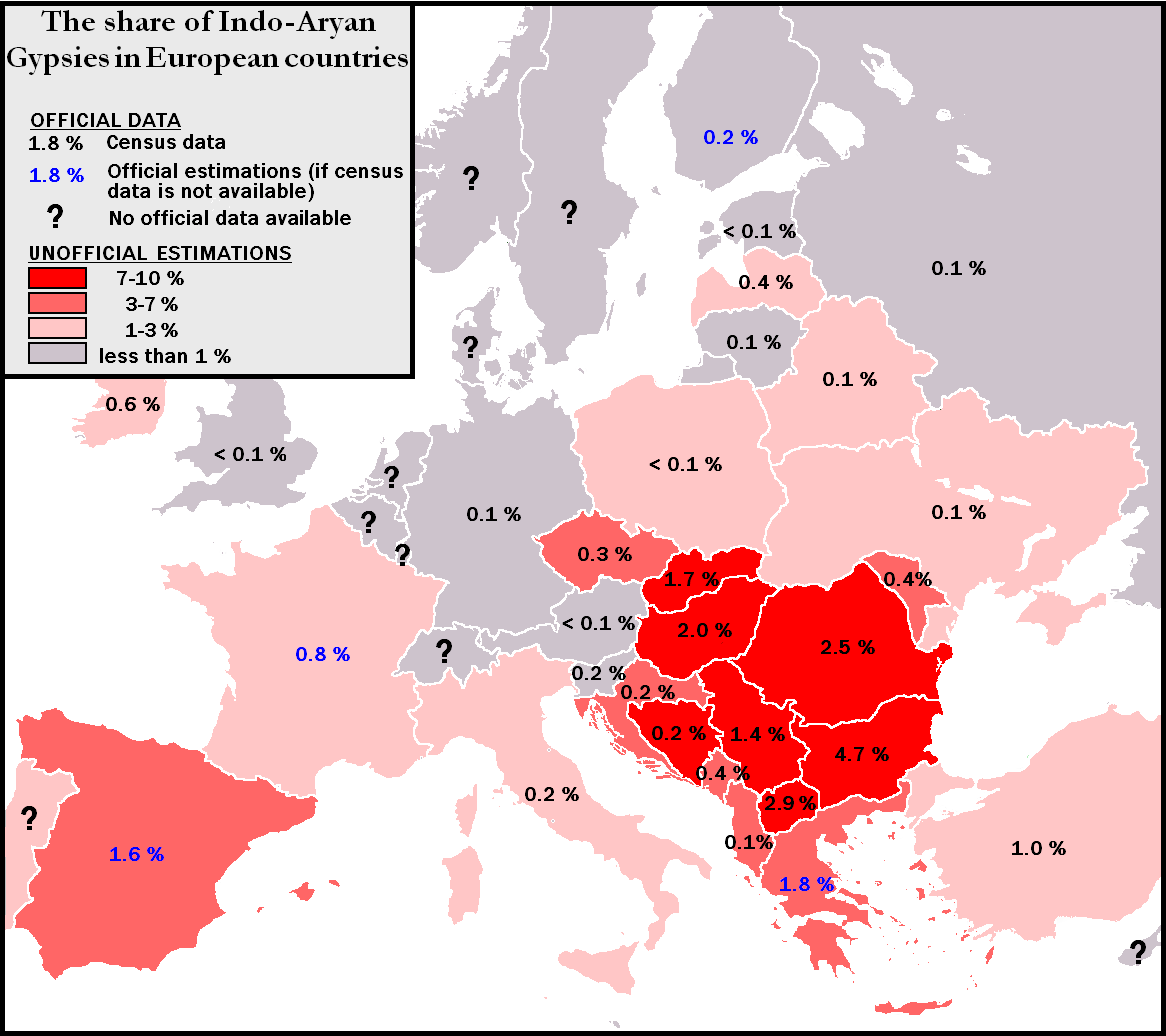
Porcentaje de población gitana en Europa.

La política referente a los gitanos o romaníes de la Unión Europea tiene como objetivo una mayor inclusión y participación del grupo de personas agrupados bajo el término «romaníes» dentro de la Unión Europea (UE), entre los que se incluyen los gitanos, los kalderash, los lovara, los sinti o los ashkali, así como la lucha contra su marginación y discriminación. En parte, los posicionamientos y medidas de la UE y otras instituciones europeas se refieren explícitamente también a «itinerantes» (en inglés «traveler»).
Ni a nivel nacional, ni en la UE, ni a nivel mundial existen cifras fiables sobre el número de gitanos. Las estimaciones existentes tratan el tema y fuentes renombradas dan un número global de gitanos entre los dos y los doce millones. Se encuentran en todos los estados de la UE y en su gran mayoría son ciudadanos de la Unión.
La UE y sus Estados miembros, considerando los valores fijados en la Carta de los Derechos Fundamentales de la Unión Europea, tienen una responsabilidad especial en la mejora de las condiciones de vida de los gitanos. Son responsables en sus campos de responsabilidad complementarios de la integración de los gitanos. En cuanto al estado y la integración de los gitanos, la UE no posee una estrategia o política unificada, más bien se realizan y coordinan esfuerzos para la mejora de esta situación por parte de diversos actores.
Según la Comisión Europea, los asuntos relacionados con los gitanos deberían tenidas en cuenta en todas las áreas políticas europeas y nacionales. Avances en la integración de los gitanos no deben alcanzarse por medios de la segregación, sino más bien con una mejor integración de todas las minorías étnicas; lo que no impide una política de promoción específica para la situación especial de los gitanos.

## Terminología
En la documentación estratégica y las discusiones de la UE, se emplean los términos «gitanos» y «romaníes» de forma laxa y «se refiere a una variedad de grupos de personas que se describen a sí mismos como romaníes, gitanos, nómadas, manuches, ashkali y sinti, entre otras denominaciones.» Las organizaciones europeas emplean a menudo el término «romaníes» como una palabra que engloba a más gente que los gitanos. Esto también es cierto en el caso del Observatorio europeo de los fenómenos racistas y xenófobos y la Agencia de los Derechos Fundamentales de la Unión Europea (FRA). En sus informes, la FRA emplea los términos «gitanos» y «romaníes» expresamente como término general, en el que incluye explícitamente a «romaníes, sinti, gitanos, jeniches, itinerantes, etc. así como sus subgrupos» en un informe de 2009; en marzo de 2010 se empleó esta definición sin la coletilla «etc.», y en la ficha técnica del FRA de agosto de 2010 se habla de «El término «romaní» se usa como término general que engloba a diversos grupos de personas que comparten en mayor o menor medida una serie de características culturales, como los romaníes, los sinti, los itinerantes (travellers en inglés), los ashkali y los calé. Estos grupos también comparten una historia de marginalización persistente en las sociedades europeas.» Mientras que la UE y las instituciones relacionadas interpretan los términos de forma amplia y poco concreta, encuestas concretas del FRA se reducen a un círculo de personas reducido por cuestiones de costes. El Consejo de Europa emplea el término «romaníes y/o itinerantes» como término genérico para los gitanos, sinti, calés, itinerantes y otros grupos similares.
«Romaní» es a la vez un término político, tal como, desde la década de 1960, es empleado como un término genérico en el discurso de los activistas gitanos europeos. La inseguridad que presentan las estimaciones de población gitana se puede explicar en parte a que no existe consenso sobre qué poblaciones deben ser incluidas entre los romaníes. Si se incluyen sólo los grupos en los que se habla romaní y sus variantes, el número de gitanos quedaría reducid a un tercio de las cifras que las instituciones europeas emplean habitualmente. Independientemente de como se hayan hecho las estimaciones, se considera que las personas incluidas bajo el término genérico «romaníes» suponen la mayor minoría étnica de Europa.
Los objetivos de implicación y participación, se expresan en el contexto de la UE como «integración», «inclusión» y «participación». En el uso lingüístico de la UE, no se hace una distinción sistemática entre «integración» e «inclusión», en el sentido de que la primera tendría como objetivo introducir a personas en una estructura social ya existente, y la segunda tendría como objetivo la modificación de las estructuras sociales para que las diferencias se conviertan en normalidad.

## Bases
A las bases de la política sobre los gitanos pertenecen el artículo 13 del Tratado de fundación de la Unión Europea, la directiva 2000/43/UE que habla de la no discriminación por raza y la directiva 2000/78/UE que habla de la no discriminación en el trabajo.
La Comisión Europea destaca en la planificación de 2007 a 2013 que la integración de los romaníes puede contribuir considerablemente a alcanzar los objetivos de Lisboa y de cohesión. Además, en este contexto, la Comisión señaló que el Consejo de Europa recomendó el aumento de la proporción de población trabajadora, sobre todo entre los jóvenes, las mujeres, los mayores, los minusválidos, los inmigrantes legales y las minorías.

## Actividades y posición de la UE y sus Estados miembros
El Parlamento Europeo ha emitido desde 1984 numerosas resoluciones que se refieren en todo o en parte a la situación de los gitanos, y el Consejo de la Unión Europea también ha emitido desde 1989 diversas resoluciones en ese sentido (véase ficha).
En una resolución de 1989 del Consejo de la Unión Europea se anunció la intención de tomar medidas para la eliminación de los principales obstáculos para el acceso de los niños sinti, romaíes e itinerantes a la educación escolar. Las medidas de la Comunidad para los gitanos en el ámbito de la asistencia escolar se tomaron en coordinación con las de otros grupos de población no sedentarios, en especial teniendo en cuenta las necesidades de los niños de navegantes de río, los pertenecientes a circos y los hijos de feriantes.
El tema de la discriminación contra los gitanos alcanzó una especial relevancia durante la ampliación a los países del este de la Unión Europea con base en los Criterios de Copenhague. La UE realizó demandas concretas a los nuevos socios en el tema de la protección de las minorías, sobre todo de los gitanos, y de la lucha contra la discriminación. Así, todos los nuevos miembros, a excepción de Letonia, firmaron y ratificaron el Convenio marco para la protección de las minorías nacionales, a pesar de que el Convenio marco aun no estaba firmado o ratificado por todos los miembros de la UE; además se vieron obligados a introducir la Directiva 2000/43/CE en sus legislaciones nacionales, a pesar de que los miembros antiguos mantuviesen grandes diferencias en sus propias legislaciones. Hacia el interior, entre los antiguos miembros de la UE, existe una menor presión para la eliminación de la discriminación, entre otras razones, porque las competencias de la UE en materia de protección de las minorías son limitadas. Defensores de los derechos de las minorías han criticado a la UE por considerar que existe una doble moral en la protección de las minorías.

### Recomendaciones de la red de expertos independientes sobre derechos fundamentales de la Unión Europea
En el 2004, la red de expertos independientes sobre derechos fundamentales de la Unión Europea (EU-Network of Independent Experts on Fundamental Rights), creado por la Comisión Europea a petición del Parlamento Europeo, recomendó emitir una directiva dedicada específicamente a la integración de los gitanos. Calificaron este paso como el más importante para la protección de las minorías que la Comunidad Europea podía realizar dentro de sus posibilidades de actuación. De hecho, también es importante porque la Directiva 2000/43/CE no evitaba de forma efectiva la discriminación en la expedición de documentos por la administración. La Red de expertos señaló también que los gitanos que los gitanos eran ignorados como objetivo dentro de algunos ámbitos políticos. Así, en muchos de los Estados miembros no se tiene en cuenta a los gitanos dentro de los planes de empleo nacionales, o en las estrategias para la educación permanente. Además recomendaron a la Comisión Europea la creación de un comité de coordinación para las cuestiones referentes a los gitanos, el nombramiento de funcionarios de enlace en le Comisión Europea, la atribución de la responsabilidad central sobre los gitanos a por lo menos un miembro de la Comisión, así como la creación de un comité de gestión para toda Europa en la cuestión gitana, que debería incluir a los órganos relevantes de la UE, la OSCE, los gobiernos de los países miembros, representantes de las iniciativas en favor de los gitanos, como la década gitana o el Foro Europeo Romaní, así como representantes de ONG relevantes.

### Década para la inclusión gitana
En 2005, los doce estados de la UE firmaron la Década para la inclusión gitana 2005-2015, que surgió de una iniciativa de la Fundación Soros. Los estados firmantes se obligaban así a incrementar sus esfuerzos para eliminar la discriminación de los gitanos. La «Década gitana» es patrocinada por el Banco Mundial y la UE. En relación con la Década gitana, se creó en 2005 el Roma Education Fund (REF; «Fondo de Educación Gitano»), que tiene como objetivo eliminar la diferencia en el éxito educativo entre gitanos y payos. El REF apoya programas que fomentan una mayor calidad educativa para los gitanos, sobre todo en la eliminación de la segregación en los sistemas escolares existentes. Los medios del REF proceden del Banco Mundial, el Open Society Institute y otros patrocinadores.
El Parlamento Europeo redactó el 28 de abril de 2005 una resolución sobre el estado de los gitanos. En la resolución señalaba que «que el holocausto de la población romaní merece un reconocimiento pleno, proporcional a la gravedad de los crímenes nazis concebidos para exterminar físicamente a la población romaní de Europa» y «que numerosas personas de etnia romaní han sido víctimas de la guerra y de la limpieza étnica, y siguen siendo perseguidas en algunas zonas de las regiones de la antigua República de Yugoslavia». Además condenaron la discriminación de los gitanos y reclamaron al Consejo, la Comisión, los Estados miembros y los estados candidatos el reconocimiento de los gitanos como una minoría europea. La Comisión debiera tratar los asuntos relacionados con los gitanos a nivel europeo.
El 1 de junio de 2006 le siguió una resolución sobre la situación de las mujeres gitanas en la Unión Europea. El Parlamento señaló que las gitanas «figuran entre los grupos y las personas que corren mayor peligro en los Estados miembros, en los países adherentes y en los países candidatos» y «se enfrentan a grados extremos de discriminación». En la resolución se destacó la discriminación múltiple y las violaciones de los Derechos Humanos contra estas mujeres y se aconsejaron una serie de medidas paliativas.

### Fundación de la red EURoma
En junio de 2007 los representantes de 12 estados de la UE acordaron crear una red europea supranacional para optimizar el uso de dinero de los Fondos Estructurales para los gitanos. Así se creó la red EURoma, en cuyo comité ejecutivo se encuentra un miembro de la Comisión Europea y que abarca tres grupos de trabajo sobre la inclusión social, empleo y educación.

### Demanda del Parlamento Europeo de una estrategia marco europea
El 31 de enero de 2008, el Parlamento Europeo aprobó una resolución en la que demandaba una estrategia marco europea para la integración de los gitanos. Otras demandas se referían a la eliminación de determinadas anomalías; así, reclamó a la Comisión «que luchen contra la explotación de los niños romaníes, su mendicidad forzada y su absentismo escolar, y contra los malos tratos de que son víctimas las mujeres romaníes», a los Estados miembros a «que pongan fin sin demora y solucionen adecuadamente la exclusión sistémica de determinadas comunidades romaníes de la atención sanitaria, incluyendo entre otras a las comunidades que viven en zonas geográficas aisladas, así como las graves violaciones de los derechos humanos en el sistema sanitario, allí donde se han producido o se producen, incluidas la segregación racial en las instalaciones sanitarias y la esterilización coercitiva de mujeres romaníes» y recordó «que todos los países candidatos se han comprometido, en el proceso de negociación y adhesión, a mejorar la integración de las comunidades romaníes y a fomentar sus derechos a la educación, el empleo, la sanidad y la vivienda».

### Base de datos biométrica italiana en 2008 y reacciones políticas
El gobierno italiano bajo Silvio Berlusconi decidió en 2008 crear una base de datos con las huellas dactilares de todos los gitanos e incluir datos biométricos, incluso de menores de edad. Seguidamente, el Parlamento Europeo demandó al gobierno italiano que retirara la medida, ya que el artículo 14 de la Convención Europea de los Derechos Humanos prohíbe la discriminación por raza o procedencia étnica. Además representaba una discriminación directa de los ciudadanos de la Unión de origen gitano frente a los demás ciudadanos, que no debían someterse a ese tipo de procedimientos.

### Primera cumbre sobre el estado de los romaníes
Con anterioridad a la cumbre de la UE sobre los gitanos en septiembre de 2008, la Comisión de la UE presentó el informe «Instrumentos y políticas comunitarias para la inclusión de los romaníes».
Enlazando con la cumbre, el Consejo Europeo reclamó en diciembre de 2008 la fundación de un foro europeo integrado para estimular el intercambio de procedimientos y experiencias y la colaboración entre todos los participantes, incluyendo a los representantes de los gitanos. En consecuencia se fundó el Foro para la inclusión de los gitanos, también llamado Plataforma europea para la inclusión de los gitanos, que debe coordinar las medidas nacionales para la lucha contra la discriminación de los gitanos. Se reunió por primera vez el 24 de abril de 2009, para estudiar los progresos habidos desde la primera cumbre de la UE sobre los romaníes en Bruselas en septiembre de 2008.
El Parlamento Europeo emitió el 11 de marzo de 2009 una resolución sobre el estado social de los gitanos y sobre la mejora de su acceso al mercado de trabajo en la UE; el Parlamento «toma nota de que, entre las culturas de la Unión Europea, la cultura romaní se caracteriza por una fuerte tradición familiar; observa que en la percepción que la opinión pública tiene de las familias romaníes destacan los cometidos tradicionales de género, las proles numerosas, la convivencia de varias generaciones bajo un mismo techo, la tendencia de los familiares a residir en el mismo vecindario y un amplio cuidado de las relaciones personales; que, por consiguiente, los programas de la UE y de los Estados miembros para las familias romaníes deben aprovechar las oportunidades que ofrece esa red natural de apoyo» y «considera necesario que los Estados miembros y la Comisión tengan un papel más activo para apoyar la vida espiritual de la minoría romaní;» a la vez «comparte la opinión del CESE de que las mujeres romaníes tienen un estatuto inferior en la jerarquía familiar, se casan muy jóvenes y con frecuencia son víctimas de la violencia familiar, la prostitución y la trata de seres humanos» y «por tanto, considera que los programas de la UE y de los Estados miembros destinados a los romaníes deben tener como objetivo la emancipación personal de las jerarquías tradicionales y la independencia socioeconómica de los miembros de las comunidades romaníes, en particular las mujeres». «Considera, que la preservación de la lengua y la cultura romaníes es un valor de la Comunidad Europea; no apoya, sin embargo, la idea de que los romaníes pertenezcan a una "nación europea" sin Estado, pues ello eximiría a los Estados miembros de su responsabilidad y cuestionaría sus posibilidades de integración». Demandó a la Comisión que realizara una estrategia política coherente y buscase un mayor grado de coordinación, así como «pide a la Comisión que solicite a los Estados miembros que adopten lo antes posible políticas de empleo claras para los grupos desfavorecidos, incluidos los romaníes, que forman parte de la población activa, junto con medidas de apoyo para facilitar su integración progresiva en el mercado de trabajo, medidas que deben combatir la dependencia creada por el sistema de seguridad social».
Exigió la creación de una red científica de expertos en asuntos gitanos y criticó que los acuerdos marco del Consejo Europeo para la protección de las minorías nacionales de 1995 no hubiese sido ratificado sin restricciones por todos los estados europeos. El Parlamento apoyó más medidas acordadas con los representantes de los gitanos, destinadas a mejorar la integración de los romaníes en el mercado laboral, a la vez que deben mejorar la situación de la vivienda. Así, pidió a la Comisión «que aliente a las autoridades nacionales a poner fin a la práctica discriminatoria de expulsar a los ocupantes de poblados de chabolas romaníes, desarrollando en cambio proyectos concretos de vivienda» y a los Estados miembros «que sean más activos para alentar la transferencia de empleos a los lugares en que se encuentran situadas las comunidades romaníes, y para alentar a los romaníes a trasladarse allí donde están situados los empleos».
La troika que presidió la UE de enero de 2010 a junio de 2011 (España, Bélgica y Hungría) declararon en noviembre de 2009 que la integración económica y social de los gitanos era uno de sus principales objetivos.

### Segunda cumbre sobre el estado de los romaníes
Tras la Segunda cumbre sobre el estado de los romaníes, el Parlamento Europeo publicó una resolución el 25 de marzo de 2010 sobre la situación de los gitanos.
El Parlamento Europeo declaraba «su profunda preocupación» en marzo de 2010 de que su requerimiento del 31 de enero de 2008 demandando la creación de una estrategia europea conjunta para los diferentes Estados miembros sobre los gitanos, con la que se coordinara y avanzara en los esfuerzos en la mejora de la situación de los romaníes, no hubiese sido respondida hasta el momento. Además reclamó a la Comisión Europea el desarrollo de una amplia estrategia para la integración de los romaníes como instrumento para la lucha contra la discriminación y la marginación social de los gitanos. El Parlamento esperaba del siguiente comunicado de la Comisión sobre la integración de los romaníes, que debía ser publicada tras la Segunda cumbre sobre el estado de los romaníes, entre otras cosas, «objetivos y mecanismos claros para la futura configuración de la política relativa a la población gitana».
La Segunda cumbre sobre el estado de los romaníes fue aprovechada para criticar las actividades de la UE referentes a los gitanos; según afirmaban los críticos, la situación de los romaníes había empeorado y faltaba voluntad política para el cambio.
La Comisión Europea declaró en un comunicado del 7 de abril de 2010 dirigido al Consejo, el Parlamento Europeo, el Comité Económico y Social Europeo y al Comité de las Regiones, cuyo contenido se ocupaba de la integración social y económica de los gitanos, que las medidas contra la marginación de los romaníes se debían incluir en el marco mayor de la política de la UE para la igualdad, la integración y el crecimiento. Nombraron explícitamente como uno de los desafíos futuros «la integración de los problemas de inclusión de los romaníes en las políticas generales de educación, empleo, salud pública, infraestructuras y planificación urbana, y desarrollo económico y territorial, en lugar de tratarlas como políticas independientes» El uso del potencial de las comunidades gitanas para el apoyo del crecimiento integrador fue mencionado como parte de la estrategia Europa 2020.
Con el Reglamento 437/2010 del 19 de mayo de 2010, la UE creó la base para que la construcción de viviendas dedicadas a grupos de población marginal, sobre todo en los nuevos países de la UE, pudiese ser incentivada por el Fondo Europeo de Desarrollo Regional. Estas medidas deberán ser realizadas dentro de un marco integrado, que incluye medidas en los campos de la educación, salud, sociales, de empleo y seguridad, así como para la eliminación de la segregación.

### Resolución del Parlamento sobre el proceso de integración europea en Kosovo
El Parlamento Europeo se posicionó de la siguiente forma en su resolución del 8 de julio de 2010 sobre el proceso de integración europea de Kosovo. Según la resolución, el Parlamento Europeo,

27.  Subraya que la frágil situación política, los casos de incidentes interétnicos en algunas zonas y la mala situación económica han obstaculizado el retorno sostenible de los refugiados, y pide que se hagan mayores esfuerzos para mejorar su situación;

28.  Subraya la difícil situación y la discriminación con que se enfrentan las minorías y en especial la minoría romaní en el acceso a la educación, a la vivienda, a los servicios sociales y al empleo; se felicita por la iniciativa de la Comisión de clausurar los campos contaminados por plomo en el norte de Mitrovica y de proceder a la reubicación de las familias que viven en ellos, y solicita la rápida puesta en práctica de esta medida; comparte las preocupaciones expresadas por el Comisario de Derechos Humanos del Consejo de Europa en el sentido de que Kosovo no está todavía en condiciones de ofrecer unas condiciones apropiadas para reintegrar a la minoría romaní repatriada por la fuerza, e insta a los Estados miembros a que pongan fin a esta práctica; toma nota, a este respecto, del acuerdo alcanzado entre las autoridades de Alemania y de Kosovo para repatriar gradualmente a 14 000 refugiados a Kosovo, de los cuales alrededor de 10 000 pertenecen a la minoría romaní, e insta a la Comisión a intensificar programas específicos de ayuda; pide a todos los países que colaboran en la Década Romaní que apoyen la implicación de Kosovo en los programas;

29.  Subraya la importancia crucial de la educación, tanto a la hora de ofrecer a la juventud las cualificaciones necesarias en el mercado laboral como de contribuir a la reconciliación entre los grupos étnicos; insta por ello al Gobierno a introducir gradualmente clases comunes, la enseñanza de lenguas minoritarias, particularmente la serbia, a alumnos de etnia albanesa, y de la lengua albanesa a todas las minorías; acoge con satisfacción el reciente establecimiento del Colegio Empresarial Internacional en Mitrovica, que, a la vez que representa una inversión internacional importante en la economía local, atrae a estudiantes de todas las comunidades, tiene el objetivo de ofrecer perspectivas a los jóvenes fomentando el espíritu empresarial, y les da a conocer las normas profesionales europeas en materia de empresa, medio ambiente y gestión pública;

30.  Subraya que el respeto por la diversidad cultural siempre ha estado en el núcleo del proyecto europeo […]

### Reacciones europeas a la expulsión de gitanos de Francia en el verano de 2010
En julio de 2010, el Gobierno francés bajo Nicolas Sarkozy intensificó las medidas para la deportación de los gitanos. A partir de julio se desmontaron numerosos campamentos de gitanos –asentamientos de barracas y caravanas–; los ciudadanos europeos que vivían en ellos fueron expulsados de Francia y enviados de forma colectiva a sus países de origen. Estas medidas fueron criticadas de forma tajante por representantes de las iglesias y las ONGs poco después, más tarde también por instituciones de la Unión Europea.
Sin embargo, la primera reacción política a nivel europeo provino del Consejo de Europa, no de los órganos de la UE. El 24 de agosto de 2010, la Comisión europea contra el racismo y la intolerancia (ECRI) del Consejo de Europa se mostró «profundamente preocupada» por el tratamiento de los migrantes gitanos en Francia en verano de 2010. El Gobierno francés habría estigmatizado a los migrantes gitanos con sus acciones. A los romaníes se les haría responsables colectivamente de delitos y del abuso de la libertad de movimiento y residencia. El antiziganismo es una forma específica de racismo y debería ser combatida de forma efectiva en todos los países de Europa. Para evitar la marginalización de los gitanos, y con ello la inevitable imagen negativa que le acompaña, serían necesarios programas suficientemente financiados y dirigidos a los grupos objetivo.
El primer ministro de Francia, François Fillon, declaró en una carta al Presidente de la Comisión Europea que la Comisión Europea debe garantizar que los cuatro mil millones de ayudas europeas a Rumanía también se empleasen para la integración de los gitanos. 
La comisaria para asuntos interiores de la UE participó como observadora en la reunión para consultas sobre la integración y el asilo del 6 de septiembre en París de los representante de los ministerios del interior de siete países de la UE.
El Parlamento Europeo se ocupó en un plenario del 7 de septiembre de 2010 de la expulsión de los gitanos por el Gobierno francés en verano de 2010. En la sesión, los representantes de GUE-NGL y ALDE del Parlamento Europeo criticaron las acciones de Francia, mientras que un representante de GCRE habló en contra de una condena sin juicio a Francia. En cambio, los Verdes/ALE y S&D criticaron sobre todo a la Comisión de la UE, que no se habría posicionado de forma suficientemente clara contra las acciones francesas. El 9 de septiembre de 2010, el Parlamento Europeo emitía una resolución con 337 votos a favor y 245 en contra sobre la política de deportación de Francia, en la que exigían al país paralizar inmediatamente la expulsión de los gitanos a sus países de origen y criticaban la «la respuesta tardía y limitada de la Comisión [Europea]». También demandaba una estrategia común de la Unión Europea y sugirió a los órganos de la UE incluir a las comunidades romaníes, desde los niveles más bajos, hasta el nivel de las ONG internacionales en la creación una política integral para la UE sobre los gitanos.
El 14 de septiembre de 2010, la comisaria de Justicia, Derechos Fundamentales y Ciudadanía, Viviane Reding, anunció el inicio de un proceso judicial contra Francia por violación de los acuerdos de la UE. Pocos días antes, los medios de comunicación franceses habían publicado una ordenanza interna del Ministerio de Interior francés del 5 de agosto, que se encontraba en directa contradicción con las declaraciones anteriores de Francia a la Comisión Europea.

Trescientos campamentos ilícitos deberán haber sido evacuadas en tres meses, prioritariamente los de los romaníes. Por lo tanto, incumben en cada departamento a los prefectos acciones sistemáticas de desmantelamiento de campos ilícitos, prioritariamente los de los romaníes. [...] Los prefectos garantizarán, en su zona de competencia, la realización de al menos una operación importante por semana, concerniendo prioritariamente los romaníes.
Traducción de Andrés Pérez, Público.es

Francia debía ser acusada en el procedimiento judicial de quebrar los derechos básicos de libertad de movimiento y las garantías de procedimiento justo. Las deportaciones de Francia, según palabras de Redings y declaraciones de diversos políticos, fueron fuente de fuertes disputas en la Cumbre Europea del 16 de septiembre.
A finales de septiembre, pocos días antes de la discusión de la Comisión de la UE sobre un posible proceso contra Francia por quebrar las directivas sobre la libertad de circulación de los ciudadanos de la UE, el ministro de inmigración francés, Éric Besson, presentó un proyecto de ley para restringir las leyes de inmigración para ciudadanos de la UE. Inicialmente se había previsto que el proyecto simplemente introdujera algunas directivas europeas en el derecho francés; sin embargo, en el proyecto se introdujeron numerosas disposiciones que formaban la base de la política anunciada por Sarkozy en julio de 2010, que pretendía una lucha más dura contra extranjeros ilegales y delincuentes.
El 29 de septiembre, la Comisión votó a favor de un procedimiento suavizado contra Francia. Preveía que inicialmente no se acusara a Francia de discriminación, pero amenazaba con el inicio del proceso previo para la acusación de no cumplimiento del derecho a la libre circulación, siempre que Francia no presentase un plan de medidas para la implementación del derecho a la libre circulación hasta el 15 de octubre. Observadores vieron en el hecho de que la Comisión no iniciase directamente un proceso judicial una amenaza a la credibilidad de la Unión Europea. El 14 de octubre, Francia anunció la adaptación de su derecho al derecho comunitario.
A principios de octubre, el Gobierno francés declaró su intención de tomar las huellas dactilares de todos aquellos que aceptasen ayuda financiera para volver a su país.

### Debate social sobre la expulsión de los gitanos
El presidente del European Roma and Travellers Forum, Rudko Kawczynski, en relación con la expulsión de los gitanos de Francia, criticó la existencia de una antiziganismo muy extendido en Europa y que la Comisión Europea se negaba de forma contumaz a ocuparse del asunto. Demandó a la Comisión que «debía señalar a los Derechos Humanos y a la responsabilidad de los estados frente a sus ciudadanos» para encarar el problema de los romaníes en la Unión Europea –por ejemplo, «que las escuelas no estén dispuestas a dejar entrar en las escuelas a estos niños, a estos niños romaníes, que hay estereotipos discriminadores de forma masiva, que el 75% de la población europea simplemente rechaza a los llamados gitanos, no los acepta a su lado.»
El filósofo francés André Glucksmann calificó el trato de Francia a los gitanos como un asunto europeo:

Si la haine des Tziganes atteint des sommets à l'Est, elle n'est pas inconnue à l'Ouest. Littérature et opéra du XIXe siècle, Victor Hugo et Verdi, témoignent des angoisses du sédentaire face à une collectivité déterritorialisée. [...] En instaurant - enfin ! - la libre circulation pour tous, l'Union européenne suscite par contrecoup la reviviscence des peurs ancestrales, un retour du refoulé. [...] L'Européen postmoderne [...] s'horrifie face à l'étranger au carré, l'errant absolu par tradition et volonté.
Si el odio a los gitanos alcanza cumbres en el Este, no es desconocida en el Oeste. Literatura y ópera del siglo XIX, Victor Hugo y Verdi, testimonian las angustias del sedentario frente a un colectivo desterritorializado [...] Instaurando - ¡finalmente! - la libre circulación para todos, la Unión Europea suscita en consecuencia los miedos ancestrales, un retorno de lo reprimido. [...] El europeo postmoderno [...] se horroriza frente al extranjero en la calle, el errante absoluto por tradición y voluntad.
André Glucksmann

Teniendo como fondo la eliminación de las fronteras, la europeización de las naciones y la globalización de los continentes, el miedo a los gitanos sería efectivamente el «miedo a sí mismo», del desarraigo propio. Sería responsabilidad de los estados ricos realizar una «revolución intelectual» que reconociese la legitimidad del nomadismo transeuropeo de siglos. El derecho al nomadismo está inscrito indisolublemente en la democracia según Glucksmann. En este contexto criticó la falta de medidas de la UE: «Los ediles de Bruselas no han garantizado las condiciones prácticas para la libre circulación de los europeos más despojados y el acogimiento de los itinerantes.»
La Alta Comisionada de las Naciones Unidas para los Derechos Humanos de la ONU, Navi Pillay, destacó en septiembre de 2010 en un comunicado de prensa el gran rechazo a los gitanos que, según ella, existe en Europa, a pesar de los esfuerzos de algunos estados de la UE, así como de organizaciones internacionales y regionales. Advirtió: «Estos prejuicios podrían incluso aumentar como resultado de la recesión económica que ha obligado a muchas personas de esta etnia a abandonar sus comunidades de origen en busca de nuevas y mejores oportunidades de trabajo. Como resultado, han aumentado también las prácticas discriminatorias y la violencia.» También criticó el trato de los gitanos en varios estados de Europa, entre ellos Alemania.

## Apoyo de la UE
La UE promociona numerosas iniciativas locales y proyectos suprarregionales, que deben mejorar las posibilidades de participación de los gitanos. La promoción se realiza entre otros medios a través del Fondo Social Europeo. Según cálculos de la Comisión Europea en 2010, desde el año 2000 se han gastado aproximadamente 300 millones de euros del Fondo Estructural Europeo directamente en proyectos para apoyar a los gitanos, y un millardo de euros más se ha gastado en grupos marginados en general.
Como ejemplo de una medida que ha tenido éxito («mejores prácticas»), la Comisión Europea introdujo un proyecto para la integración de los gitanos en Avilés. En programas de apoyo concretos se tiene en cuenta a los gitanos. Por ejemplo, los sinti, romaníes e itinerantes (incluyendo a vendedores ambulantes, artistas de circo y navegantes de aguas dulces) están incluidos de forma prioritaria dentro del Programa Comenius como grupo destinatario.
En la primera cumbre de la UE sobre los gitanos en septiembre de 2008, se presentaron diez principios básicos comunes para la integración de los gitanos; estos se confirmaron y, en junio de 2009, fueron publicados como parte de las conclusiones de la cumbre de los ministros de trabajo y asuntos sociales de la Unión Europea (véase cuadro). Aunque estos principios básicos no tienen ningún valor legal vinculante, existe unidad en que deberán formar la base de las iniciativas futuras.
En un folleto de la Unión Europea se destacan los siguientes principios básicos como innovadores: los gitanos no deberán ser tratados como un grupo separado, sino más bien se deberá mejorar el estándar de vida de todos aquellos que viven en condiciones semejantes (principio básico 2). El enfoque intercultural (principio básico 3) subraya el aprendizaje mutuo y la lucha contra los prejuicios y los estereotipos. Se deberá apoyar la participación plena de los gitanos en todos los aspectos sociales, no la creación de asentamientos separados o mercados de trabajo para gitanos (principio básico 4).
El 7 de septiembre de 2010, la Comisaria de Justicia declaró que dinero disponible del Fondo Social Europeo no había sido gastado y sobre todo no había sido gastado en la integración de los gitanos. Anunció que, dada la masiva expulsión de gitanos de Francia, un comité especial iba a comprobar las razones de que este dinero no haya sido gastado.

## Actividades del Consejo de Europa
El Consejo de Europa, que además de los Estados miembros de la UE incluye a otros países, se ocupa desde la década de 1990 de forma instensiva con la protección a las minorías en Europa. Tras el fin de la Guerra Fría, diferentes organizaciones de minorías habían presionado al Consejo de Europa para que protegiese a minorías a través de un protocolo adicional a la Convención Europea de Derechos Humanos. Esta intención no dio frutos políticos. En su lugar, se aprobaron en 1992 la Carta europea de las lenguas minoritarias o regionales y en 1995 el Acuerdo marco para la protección de las minorías nacionales.
La asamblea parlamentaria del Consejo de Europa declaró en la recomendación n°. 1203 de 1993 a favor del nombramiento de un encargado europeo para los gitanos. En la recomendación se destacó entre otros el significado de la educación para las mujeres gitanas.
En 1994 se nombró un coordinador para todas las actividades del Consejo de Europa que afectasen a los gitanos. Ya que la situación de los gitanos afecta diversos aspectos, sobre todo la educación, la salud, la vivienda, cuestiones sociales, discriminación, y debido a que varias organizaciones internacionales se ocupan de la situación de los gitanos, como es el caso de la OSCE, la Comisión Europea, ACNUR, OACDH, PNUD, MINUK, así como los responsables de la Década gitana, el coordinador tiene un papel muy importante. En septiembre de 1995 se decidió que el Comité de Ministros debía crear un comité de expertos sobre los gitanos y los itinerantes que debía comprobar regularmente la situación de ambos grupos.
El Acuerdo marco para la protección de las minorías nacionales, firmado el 1 de febrero de 1995, no incluye una definición de «minoría nacional». Diversos estados lo aplican explícitamente a los gitanos, así a los Sinti y Roma de nacionalidad alemana en Alemania y a los gitanos en Macedonia y Eslovenia.
La Comisión europea contra el racismo y la intolerancia (ECRI) del Consejo de Europa emitió el 6 de marzo de 1998 una recomendación para la lucha contra el racismo y la intolerancia contra los gitanos. En ella aconsejó a los Estados miembros a firmar y ratificar los instrumentos para los derechos humanos, especialmente el Acuerdo marco para la protección de las minorías nacionales y la Carta europea de las lenguas minoritarias o regionales, además de que se emplease como nombre de las diferentes comunidades de gitanos el nombre preferido por ellos. Recomendó que se luchase contra el racismo y la intolerancia y que para ello se diese una alta prioridad a la recomendación n°. 1 del ECRI. También se proponían medidas para conservar los derechos de los gitanos, además de recomendar que se asegurase, que las cuestiones de los «viajes» dentro del país «fuesen solucionados de forma que la forma de vida de las personas no se viera perjudicado», también en el sentido de la planificación urbana. Otras recomendaciones trataban sobre la lucha contra la doble discriminación de las mujeres gitanas, la eliminación de la segregación en las escuelas y el apoyo a organizaciones gitanas para que tengan un papel activo en el refuerzo de la sociedad.
El proyecto «Education of Roma children in Europe» sirve para la aplicación práctica de la Recomendación n°. R (2000) 4 del Comité de ministros para la educación de los niños gitanos en Europa. Entre las recomendaciones de Consejo de Europa siguen manteniéndose las del año 2004 sobre la libertad de movimiento y dos de los años 2005 y 2009 sobre la vivienda.
El Consejo de Europa apoyó la creación del Foro europeo para gitanos e itinerantes. Junto con la Comisión Europea, el Consejo de Europa realiza la campaña «Dosta» para la superación de estereotipos y prejuicios.
El Comisario de Derechos Humanos del Consejo de Europa, Thomas Hammarberg, se preocupó por los campamentos de gitanos en Kósovo y criticó en diversas ocasiones la expulsión de gitanos hacia el Kósovo. En una toma de posición publicada el de febrero de 2010, criticó la discriminación de los gitanos que se hacía empleando la política de migración europea. Señaló especialmente las condiciones de vida de cientos de refugiados gitanos en los campamentos de «Cesmin Lug» y «Osterode» en Trepča, contaminados de plomo. También declaró que los gobiernos europeos por lo visto y en general no reconocían que los gitanos pudieran requerir protección. La demostración estaría en que gitanos de Hungría y la República Checa fueron reconocidos como refugiados por Canadá, mientras que esto no es posible de ninguna forma dentro de Europa. Los gobiernos europeos vincularon la entrega simplificada de visados y otros privilegios con acuerdos de readmisión, bajo los que se pueden realizar expulsiones al país de origen. De esta forma los destinos individuales de los refugiados pasaron a segundo plano. Además señaló el «persistente antiziganismo en grandes zonas de Europa». Los gitanos son el grupo más discriminado de Europa. A los gitanos ciudadanos de la Unión Europea se les niega a menudo el derecho a la libre circulación, los refugiados gitanos de países extracomunitarios tienen una probabilidad mucho menor de ser reconocidos que no gitanos en circunstancias similares. La práctica actual de desplazar a gitanos de un estado a otro, es definida como inhumana. Muchos de los niños gitanos afectados han nacido y crecido en aquellos estados que ahora los expulsan. Recalcó que los estados europeos deberían usar mejor las considerables sumas de dinero empleadas en las repatriaciones de gitanos, concretamente en la integración de los gitanos en sus propias sociedades.
La Asamblea Parlamentaria del Consejo de Europa emitió el 22 de junio de 2010 una resolución sobre la situación de los gitanos en Europa y las actividades en este sentido del Consejo de Europa. En se dice:

2. The Parliamentary Assembly is shocked by recent outrages against Roma in several Council of Europe member states, reflecting an increasing trend in Europe towards anti-Gypsyism of the worst kind.

3. Taking advantage of the financial crisis, extremist groups capitalise on fears deriving from the equation made between Roma and criminals, choosing a scapegoat that presents an easy target, as Roma are among the most vulnerable groups of all.

4. This situation is reminiscent of the darkest hours in Europe’s history.[...]
2. La Asamblea Parlamentaria está estupefacta por los recientes atropellos contra los gitanos en diversos estados miembros del Consejo de Europa, reflejando una creciente tendencia en Europa hacia el antiziganismo de la peor especie.

3. Aprovechándose de la crisis financiera, grupos extremistas han capitalizado el miedo que procede de la ecuación «gitanos = criminales», buscando un chivo expiatorio que es un objetivo fácil, ya que los gitanos están entre los grupos más vulnerables.

4. Esta situación recuerda a las horas más oscuras de la historia de Europa.[...]

La Asamblea Parlamentaria continuó afirmando en la resolución que las iniciativas tomadas por los Estados miembros del Consejo de Europa para la mejora de la situación de los gitanos no son suficientes, ya que no existe una coordinación de todos los proyectos. La recolección de datos clasificados por etnia y sexo sería según la Comisión Europea contra el Racismo y la Intolerancia (ECRI) un instrumento útil, que permitiría la evaluación del éxito de las medidas. La Asamblea animó a los gitanos a emplear todas las posibilidades de colaboración política. A la vez, criticaba que hay una tendencia dentro de los Estados miembros de trasladar la responsabilidad de la situación de los gitanos hacia organizaciones internacionales, y recordaba que formación, empleo, integración social, salud y vivienda están prácticamente del todo bajo responsabilidad internacional. También explicaba de forma detallada los pasos que espera que realicen los Estados miembros para luchar de forma efectiva contra la discriminación de los gitanos; a la vez que llamaba a la lucha contra la violencia doméstica, sobre todo contra mujeres y niños, así como contra las bodas forzosas y de menores, exigiendo a las comunidades gitanas la lucha contra la discriminación y la violencia contra mujeres y niños en sus colectivos.
En septiembre de 2010, el Secretario General del Consejo de Europa, Thorbjørn Jagland, presentó al Comité de Ministros una iniciativa para la mejora de la situación de los gitanos, en la que está prevista una participación del Consejo de Europa, la Unión Europea y los gobiernos nacionales. En un primer paso se debería aclarar cuales son las normas del Consejo de Europa y de la UE aplicables en el caso de la migración de los gitanos. En una resolución publicada el 7 de octubre de 2010, el Consejo de Europa condenó la expulsión masiva y los discursos de odio contra los gitanos. Exigió que se paralizaran las expulsiones masivas de gitanos de Kósovo. Antes de una repatriación de los gitanos, deben asegurarse la seguridad y las condiciones de vida adecuadas.

## Organizaciones internacionales

### OSCE
Otro actor adicional en el tema de la política sobre los gitanos, es la Organización para la Seguridad y la Cooperación en Europa (OSCE), así como su antecesora, la Conferencia sobre la Seguridad y la Cooperación en Europa (CSCE). La OSCE incluye a todos los países europeos, los que han surgido de la Unión Soviética, además de los Estados Unidos y Canadá. Es una de las primeras organizaciones que señaló la problemática situación de los gitanos en cuanto a la violencia étnica y la discriminación tras la caída del Telón de acero.
Dentro de la OSCE, la encargada de los asuntos gitanos es la Oficina para las Instituciones Democráticas y los Derechos Humanos (ODIHR por sus siglas en inglés). El Alto Comisionado para las Minorías Nacionales, el órgano más importante del OSCE para la protección de las minorías, no se encarga de las minorías sin patria y así tampoco se encarga de los gitanos. En 1993, se encargó al Alto Comisionado que realizase un estudio sobre los problemas sociales, económicos y humanitarios, además de investigar la relevancia de estos problemas para su mandato. En el informe, presentado ese mismo año, confirmaba su relación con los gitanos a través de su mandato, pero a la vez recomendó que para ulteriores trabajos del OSCE en ese campo, se potenciase la implicación del ODIHR. En cuestiones que afectan a los gitanos, el Alto Comisionado sólo actúa en caso de que el asunto caiga dentro de su mandato.
Dentro de la oficina del ODIHR en Varsovia se ha creado la Centro de contacto para los gitanos. Los temas principales que trata el Centro son la colaboración política, discriminación y violencia racista, formación y vivienda. El consejo de ministros de la OSCE alcanzó una resolución el 3 de diciembre de 1998 sobre el refuerzo de los poderes de la OSCE en cuestiones de los gitanos. En 2003, la OSCE publicó un amplio «Plan de acción para la mejora de la situación de los gitanos en los territorios de la OSCE».

### Naciones Unidas
Dentro de las Naciones Unidas, el Alto Comisionado de las Naciones Unidas para los Refugiados (ACNUR) se preocupa de la situación de los gitanos como refugiados o expulsados, y por lo tanto, de las necesidades de protección de las minorías expulsadas del Kósovo. Por ejemplo, ACNUR fue la encargada en crear los campos de refugiados en Trepča; los campos fueron muy criticados posteriormente por la alta concentración de plomo existente.
La Unicef informa sobre la situación de los niños gitanos. Sobre todo, se ocupa de la situación en Europa del sur y critica que los niños tienen que crecer allí sin que se garantice sus derechos como niños. También critica la expulsión al Kósovo de refugiados gitanos, como en Alemania, que ya casi están integrados lingüística y socialmente y a nivel escolar.

## Participación política internacional de los gitanos

Bandera oficial romaní.

En 1965 se creó en París el Comité International Tsigane (CIT), que reunía organizaciones y asociaciones giatanas independientes en una federación. El CIT organizó el primer Congreso Mundial Romaní en 1971 en Londres. Participaron unos cincuenta representantes de catorce países, entre ellos, también personas no gitanas. Se nombró a Slobodan Berberski presidente y se crearon cinco comisiones: para sociedad, educación, defensa, idioma y cultura. El congreso se pronunció a favor de la denominación «romaní», se buscó que miembros de la ONU reconociesen de forma simbólica a los romaníes como un grupo nacional propio, se aprobó el proyecto de una bandera romaní, se cantó por primera vez el himno oficial gitano y se adoptó el lema «Opre Roma!» («¡Levantaos, gitanos!»).
Se realizaron otros congresos mundiales en 1978 en Ginebra, en 1981 en Serock y en 2000 en Praga. En Ginebra se eligieron delegados oficiales para la ONU, la Comisión de Derechos Humanos y la UNESCO, y se creó la Unión Internacional Romaní (International Romani Union, UIR), que lucha por el reconocimiento de los gitanos como nación independiente. en Praga se formó un parlamento romaní con representantes de 32 países y se oficializó la International Romani Union Charter (Carta fundacional de la UIR).
A comienzos de la década de 1990 se fundó, de forma paralela a la UIR, el Congreso Nacional Romaní, que exigía un estatus especial como minoría transeuropea, con derecho al desplazamiento y asentamiento libre. También se debe nombrar el European Roma Rights Centre (ERRC), fundado en 1996, que, entre otras actividades, se mueve en el marco de la ONU.
Lívia Járóka se convirtió en 2004 en la primera gitana en ser elegida miembro del Parlamento Europeo.

## Decisiones judiciales del Tribunal Europeo de Derechos Humanos
El Tribunal Europeo de Derechos Humanos, basándose en la Convención Europea de Derechos Humanos, ha dictado diversas sentencias en relación con la situación de los gitanos.
Entre ellos, los que se refieren al artículo 2, sobre el derecho a la vida:
- Nachova et al. contra Bulgaria, 6 de julio de 2005 – Disparos mortales a dos gitanos por la policía militar y omisión de una investigación efectiva,

así como las que se basan en el artículo 14, sobre la prohibición de la discriminación:
- Šečić contra Croacia, 31 de mayo de 2007 – Omisión de una investigación efectiva de un ataque racista contra un romaní,
- D.H. et al. contra República Checa, 13 de noviembre de 2007 – Colocación de niños gitanos en escuelas especiales.

Diversas denuncias colectivas han sido presentadas por el European Roma Rights Centre (ERRC).

## Estudios e informes
En 2006, la Comisión Europea realizó una encuesta, que también incluía preguntas sobre la actitud de los europeos hacia grupos étnicos. En 2008 fue completada con una encuesta con entrevistas sobre la actitud de los europeos frente a los gitanos.
La Agencia de los derechos fundamentales de la Unión Europea (EUMC), surgida en 2007 del Observatorio europeo de los fenómenos racistas y xenófobos (FRA en sus siglas en inglés), inició en 2008 la primera y hasta el momento más completa encuesta EU-MIDIS sobre las experiencias de discriminación y violencia de diferentes grupos de inmigrantes y minoritarios en la UE. La encuesta EU-MIDIS se basó en entrevistas individuales de 23.500 personas de individuos escogidos pertenecientes a grupos minoritarios y de inmigrantes de todos los 27 estados de la UE, así como 5000 personas más que sirvieron de base de comparación. Según los resultados de esta encuesta, los gitanos son el segundo grupo que ha sufrido un mayor número de ataques violentos y el que ha sufrido la mayor discriminación. La gran mayoría de los gitanos no pudo nombrar ninguna organización que pudiese ayudarles o aconsejarles en caso de discriminación.
El FRA además inició estudios sobre la situación de la vivienda de los roma e itinerantes en determinados estados de la UE y resumió los resultados en una comparativa.
La Comisión Europea editó en noviembre de 2008 un estudio sobre mujeres europeas pertenecientes a minorías étnicas. En este estudio se analizó la situación específica de las mujeres gitanas, caracterizada por la discriminación múltiple. La Comisión encargó un segundo estudio sobre las medidas para mejora de la influencia de estrategias, programas y proyectos para la inclusión y la igualdad de trato de los gitanos en la Unión Europea.
La etnóloga Ute Koch consiguió el Premio a la Ciencia para Estudios interculturales de Augsburgo en 2005 por su tesis doctoral Die Herstellung und Reproduktion sozialer Grenzen: Roma in einer westdeutschen Großstadt («La creación y reproducción de fronteras sociales: los gitanos en una gran ciudad de Alemania Occidental»). Había estudiado la forma en que se creaban y reproducían límites sociales entre gitanos y payos. Según los datos que aporta, la creación de una frontera social y cultural entre el mundo interior y el exterior es uno de los elementos centrales de la estructura social de los grupos gitanos estudiados. En el programa de ayuda para el grupo de gitanos estudiado, durante la interacción de los diferentes actores, se mantiene esta barrera: las familias gitanas, la administración local responsable, los trabajadores sociales, los apoyos políticos, así como la investigación de los sinti y romaníes. Por lo tanto, los miembros de UE se vería abocados, incluso cuando la ayuda a los gitanos tiene como objetivo a todo el colectivo, a buscar estrategias individualizadas.

## Situación de los gitanos en la Unión Europea y sus estados vecinos
Los gitanos pertenecen a uno de los grupos europeos que están afectados en mayor medida de la pobreza, el paro y el analfabetismo. A ello hay que añadir un acceso comparativamente peor a los servicios médicos y la exclusión social. Los gitanos son a menudo víctimas de discriminación y violencia racista.
La Comisión Europea caracteriza la situación de los gitanos en la siguiente frase:

La situación de varios millones de gitanos en la UE y en los países vecinos se caracteriza por una profunda discriminación y exclusión en la sociedad en general, con tasas desproporcionadas de pobreza y desempleo, una mala situación sanitaria y una esperanza de vida más baja. Además, los gitanos suelen ser víctimas de la discriminación y la violencia racista.
Comisión Europea

La situación escolar de los niños gitanos se considera más problemática que la de los otros escolares en Europa cuyo origen es la inmigración. No se han encontrado razones claras para esa diferencia en la situación escolar, sobre todo teniendo en cuenta que a menudo la barrera lingüística no existe o es pequeña en el caso de los niños gitanos. En el marco de un estudio de ecología cultural, se ha indicado que «minorías involuntarias» desarrollan en parte comportamientos que se oponen a la identidad cultural del grupo dominante, como reacción al tratamiento recibido por el grupo de población mayoritario, y que son percibidas por aquellos que pertenecen a la minoría como base de la propia identidad y solidaridad dentro del grupo social. El comportamiento resultante se ha aplicado por ejemplo en España como explicación de las dificultades escolares de niños y adolescentes gitanos.
En algunos estados de Europa Oriental, como Eslovaquia y la República Checa, los niños gitanos son enviados a escuelas para discapacitados; el Tribunal Europeo de Derechos Humanos condenó a la República Checa en 2007 por esta práctica (véase también sección «Decisiones judiciales del Tribunal Europeo de Derechos Humanos»). En Eslovaquia, una gran parte de la población gitana vive en la más absoluta miseria, y los gitanos se encuentran entre las personas con mayor riesgo de discriminación social a largo plazo. En Hungría, donde la población gitana se calcula en unas 600.000 personas, el paro es mucho mayor que entre el resto de la población, la situación de la vivienda es relativamente peor y la situación escolar está caracterizada en parte por la segregación. En la República Checa se calcula entre 160.000 y 200.000 el número de gitanos y, al contrario que en otros países, viven principalmente en ciudades. La convivencia con la población mayoritaria es conflictiva y desde el extranjero se ha criticado sobre todo la segregación en las escuelas.
El número de ciudadanos de la UE de etnia gitana ha aumentado gracias a la ampliación de la UE hacia el este en 2004 y 2007. Los principales países receptores de inmigración gitana son España e Italia, tanto por la proximidad geográfica, como lingüística. Debido a la falta de perspectivas y discriminación social en diversos estados de Europa Oriental, ha aumentado el número de migrantes gitanos que se desplazan, gracias a la libertad de desplazamiento dentro de la UE. En los estados de llegada tienen derecho de asentamiento como ciudadanos de la UE, a pesar de que algunos países han limitado el acceso al mercado de trabajo de los ciudadanos de los países de la UE que accedieron en 2004 y 2007.
Desde la década de 1990, se realizan olas de expulsiones de gitanos a otros países. Así, en Alemania, después de haber llegado a un acuerdo de repatriación con el Kósovo en abril de 2010, 12.000 gitanos, entre ellos 5000 niños, corren el peligro de ser expulsados. Voces críticas señalan que la estancia media de las familias en Alemania es de 14 años y que la integración y el arraigo de los niños en Alemania apenas ha tenido relevancia en la decisión sobre la expulsión. Según un estudio de la Unicef, estos niños prácticamente no tienen perspectivas de escolarización, servicios médicos e integración social en el Kosovo. El Comisario de Derechos Humanos del consejo de Europa, Thomas Hammarberg, ha señalado en diversas ocasiones la situación catastrófica de los gitanos en el Kósovo y ha pedido al Gobierno Federal Alemán que no realice más repatriaciones, ya que la vida y la seguridad personal de los expulsados no está asegurada. La Comisaria de derechos Humanos de la ONU, Navi Pillay, afirmó que la continua repatriación de los gitanos de Alemania a Kósovo va en contra de Derechos del niño fundamentales, sobre todo el derecho a la educación. El Ministro del Interior de Kósovo, Bajram Rexhepi, declaró que, de enero a julio de 2010, se habrían repatriado 622 personas al Kósovo, 361 de forma voluntaria, un 70% albaneses étnicos. Apeló al Ministerio de Interior alemán para que «respetasen la categoría más delicada de los repatriados: escolares en escuelas primarias y secundarias», que por lo menos deberías quedarse en Alemania hasta haber cumplido la mayoría de edad.
En un artículo de Bloomberg Businessweek de  2008, se señalaba la situación de los gitanos en Europa como «apartheid tácito» y la «Década para la inclusión gitana» como oportunidad perdida.
La integración de los gitanos y, sobre todo la mejora de la situación de la educación de los niños gitanos, se considera uno de los principales retos de la Europa contemporánea.